# JaVale McGee
Pour les articles homonymes, voir McGee.
JaVale Lindy McGee, né le 19 janvier 1988 à Flint dans le Michigan, est un joueur américain de basket-ball. Il mesure 2,13 m et évolue au poste de pivot.

## Biographie

### Jeunesse
Ses parents étaient tous deux des basketteurs de haut niveau. Son père George Montgomery a été drafté par les Trail Blazers de Portland en 1985, et sa mère Pamela McGee a joué en WNBA. Sa sœur Imani Boyette est choisie lors de la draft WNBA 2016.

### Carrière universitaire
McGee effectue sa carrière universitaire dans l'équipe des Wolf Pack du Nevada de l'université du Nevada à Reno. Il est le pivot titulaire du Wolf Pack lors de sa seconde saison universitaire (sophomore), et en moyenne par rencontre, marque 14,1 points, prend 7,3 rebonds et fait 2,8 contres.

### Carrière professionnelle

#### Wizards de Washington (2008-mars 2012)
McGee se présente à la draft 2008 de la NBA et est choisi en 18e position par les Wizards de Washington.
Lors de la saison 2010-2011, il est sélectionné au All-Star Game pour le Slam Dunk Contest et perd en finale contre Blake Griffin, où il obtient seulement 32 % des suffrages du public après avoir obtenu 49 points sur 50 au premier tour. Il déclare que pour le battre, il aurait dû sauter au-dessus d'un avion.

#### Nuggets de Denver (mars 2012-fév. 2015)
Le 15 mars 2012, il rejoint les Nuggets de Denver, avec son coéquipier Ronny Turiaf, à l'issue d'un échange à trois qui envoie Nenê et Brian Cook aux Wizards de Washington et Nick Young aux Clippers de Los Angeles.

#### Sixers de Philadelphie (fév.-mars 2015)
Le 19 février 2015, McGee est envoyé aux Sixers de Philadelphie avec des droits sur Chukwudiebere Maduabum et un premier tour de draft, contre des droits sur le joueur turc Cenk Akyol. Le 1er mars 2015, les Sixers le licencient,.

#### Mavericks de Dallas (2015-2016)
Le 13 août 2015, il s'engage avec les Mavericks de Dallas pour deux ans mais il est licencié en juillet 2016.

#### Warriors de Golden State (2016-2018)
Le 12 septembre 2016, il est engagé pour la saison 2016-2017 par les Warriors de Golden State avec lesquels il devient champion NBA.

#### Lakers de Los Angeles (2018-2020)
Le 10 juillet 2018, il signe un contrat avec les Lakers de Los Angeles.
Le 6 juillet 2019, il se réengage pour deux saisons avec les Lakers de Los Angeles.

#### Cavaliers de Cleveland (2020-mars 2021)
Le 23 novembre 2020, il est échangé aux Cavaliers de Cleveland avec un futur second tour de draft contre Jordan Bell et Alfonzo McKinnie.

#### Retour aux Nuggets de Denver (mars-août 2021)
Le 25 mars 2021, jour de la fermeture du marché des transferts, il est envoyé aux Nuggets de Denver en échange d'Isaiah Hartenstein et deux choix de draft au second tour.

#### Suns de Phoenix (2021-2022)
Le 16 août 2021, agent libre à l'été 2021, il signe pour cinq millions de dollars et un an aux Suns de Phoenix.

#### Retour aux Mavericks de Dallas (2022-2023)
Le 9 juillet 2022, il signe avec les Mavericks de Dallas lors du marché des agents libres 2022 pour 20 millions de dollars sur trois ans. McGee est coupé de l'effectif en août 2023, aucune équipe ne voulant le récupérer par un échange et payer le reste de son contrat. Le reste de son salaire (11,7 millions de dollars sur les 2 saisons restantes) sera payé par les Mavs sur 5 ans.

#### Kings de Sacramento (2023-2024)
Début septembre 2023, McGee s'engage pour une saison avec les Kings de Sacramento.

## Statistiques

### Universitaires
| Saison    | Équipe   | Matchs | Titul. | Min./m | % Tir | % 3pts | % LF | Rbds/m. | Pass/m. | Int/m. | Ctr/m. | Pts/m. |
| --------- | -------- | ------ | ------ | ------ | ----- | ------ | ---- | ------- | ------- | ------ | ------ | ------ |
| 2006-2007 | Nevada   | 33     | 0      | 10,0   | 60,0  | 66,7   | 47,1 | 2,20    | 0,10    | 0,20   | 0,90   | 3,30   |
| 2007-2008 | Nevada   | 33     | 31     | 27,3   | 52,9  | 33,3   | 52,5 | 7,30    | 0,60    | 0,80   | 2,80   | 14,10  |
| Carrière  | Carrière | 66     | 31     | 18,7   | 54,2  | 35,6   | 51,4 | 4,80    | 0,30    | 0,50   | 1,80   | 8,70   |

### Professionnelles

#### Saison régulière
| Champion NBA |

| Saison    | Équipe       | Matchs | Titul. | Min./m | % Tir | % 3pts | % LF  | Rbds/m. | Pass/m. | Int/m. | Ctr/m. | Pts/m. |
| --------- | ------------ | ------ | ------ | ------ | ----- | ------ | ----- | ------- | ------- | ------ | ------ | ------ |
| 2008-2009 | Washington   | 75     | 14     | 15,2   | 49,4  | 0,0    | 66,0  | 3,90    | 0,30    | 0,40   | 1,00   | 6,50   |
| 2009-2010 | Washington   | 60     | 19     | 16,1   | 50,8  | 0,0    | 63,8  | 4,00    | 0,20    | 0,30   | 1,70   | 6,40   |
| 2010-2011 | Washington   | 79     | 75     | 27,8   | 55,0  | 0,0    | 58,3  | 8,00    | 0,50    | 0,50   | 2,40   | 10,10  |
| 2011-2012 | Washington   | 41     | 40     | 27,4   | 53,5  | 0,0    | 50,0  | 8,80    | 0,60    | 0,60   | 2,50   | 11,90  |
| 2011-2012 | Denver       | 20     | 5      | 20,6   | 61,2  | 0,0    | 37,3  | 5,80    | 0,30    | 0,50   | 1,60   | 10,30  |
| 2012-2013 | Denver       | 79     | 0      | 18,1   | 57,5  | 100,0  | 59,1  | 4,80    | 0,30    | 0,40   | 2,00   | 9,10   |
| 2013-2014 | Denver       | 5      | 5      | 15,8   | 44,7  | 0,0    | 100,0 | 3,40    | 0,40    | 0,20   | 1,40   | 7,00   |
| 2014-2015 | Denver       | 17     | 0      | 11,5   | 55,7  | 0,0    | 69,0  | 2,80    | 0,10    | 0,10   | 1,10   | 5,20   |
| 2014-2015 | Philadelphie | 6      | 0      | 10,2   | 44,4  | 0,0    | 50,0  | 2,20    | 0,30    | 0,00   | 0,20   | 3,00   |
| 2015-2016 | Dallas       | 34     | 2      | 10,9   | 57,5  | 0,0    | 50,0  | 3,90    | 0,10    | 0,10   | 0,80   | 5,10   |
| 2016-2017 | Golden State | 77     | 10     | 9,6    | 65,2  | 0,0    | 50,5  | 3,20    | 0,20    | 0,20   | 0,90   | 6,10   |
| 2017-2018 | Golden State | 65     | 17     | 9,5    | 62,1  | 0,0    | 73,1  | 2,60    | 0,50    | 0,30   | 0,90   | 4,80   |
| 2018-2019 | L.A. Lakers  | 75     | 62     | 22,3   | 62,4  | 8,3    | 63,4  | 7,50    | 0,70    | 0,60   | 2,00   | 12,00  |
| 2019-2020 | L.A. Lakers  | 68     | 68     | 16,6   | 63,7  | 50,0   | 64,6  | 5,70    | 0,50    | 0,50   | 1,40   | 6,60   |
| 2020-2021 | Cleveland    | 33     | 1      | 15,2   | 52,1  | 25,0   | 65,5  | 5,20    | 1,00    | 0,50   | 1,20   | 8,00   |
| 2020-2021 | Denver       | 13     | 1      | 13,5   | 47,8  | 0,0    | 66,7  | 5,30    | 0,50    | 0,20   | 1,10   | 5,50   |
| 2021-2022 | Phoenix      | 74     | 17     | 15,8   | 62,9  | 22,2   | 69,9  | 6,70    | 0,60    | 0,30   | 1,10   | 9,20   |
| Carrière  | Carrière     | 821    | 336    | 17,0   | 57,6  | 18,2   | 60,5  | 5,30    | 0,40    | 0,40   | 1,50   | 8,00   |

#### Playoffs
| Saison   | Équipe       | Matchs | Titul. | Min./m | % Tir | % 3pts | % LF | Rbds/m. | Pass/m. | Int/m. | Ctr/m. | Pts/m. |
| -------- | ------------ | ------ | ------ | ------ | ----- | ------ | ---- | ------- | ------- | ------ | ------ | ------ |
| 2012     | Denver       | 7      | 0      | 25,9   | 43,4  | 0,0    | 53,8 | 9,60    | 0,70    | 0,70   | 3,10   | 8,60   |
| 2013     | Denver       | 6      | 2      | 18,7   | 58,1  | 0,0    | 38,9 | 5,20    | 0,00    | 0,70   | 1,00   | 7,20   |
| 2016     | Dallas       | 2      | 0      | 7,0    | 50,0  | 0,0    | 33,3 | 1,50    | 0,00    | 0,50   | 0,00   | 2,00   |
| 2017     | Golden State | 16     | 1      | 9,3    | 73,2  | 0,0    | 72,2 | 3,00    | 0,30    | 0,10   | 0,90   | 5,90   |
| 2018     | Golden State | 13     | 9      | 12,2   | 67,2  | 0,0    | 68,4 | 3,20    | 0,30    | 0,20   | 1,30   | 6,50   |
| 2020     | L.A. Lakers  | 14     | 11     | 9,6    | 62,5  | 0,0    | 50,0 | 3,10    | 0,50    | 0,10   | 0,70   | 2,90   |
| 2021     | Denver       | 4      | 0      | 8,5    | 30,0  | 0,0    | 33,3 | 3,00    | 0,80    | 0,30   | 1,30   | 2,00   |
| 2022     | Phoenix      | 12     | 0      | 11,1   | 70,0  | 0,0    | 84,6 | 4,00    | 0,60    | 0,30   | 0,40   | 6,80   |
| Carrière | Carrière     | 74     | 23     | 12,4   | 61,6  | 0,0    | 57,1 | 4,00    | 0,40    | 0,30   | 1,10   | 5,60   |

## Style de jeu
McGee possède un style de jeu très spectaculaire, sa grande taille (2,13 m) et son envergure impressionnante (2,28 m) lui permettant souvent de contrer les tirs adverses et de dunker facilement. Il est également connu pour ses bourdes et sautes de concentration qui lui valent de nombreuses apparitions dans Shaqtin' A Fool, le bêtisier hebdomadaire de Shaquille O'Neal.

## Records sur une rencontre en NBA
Les records personnels de JaVale McGee en NBA sont les suivants, :
| Type de statistique        | Saison régulière | Saison régulière           | Saison régulière | Playoffs | Playoffs                   | Playoffs      |
| Type de statistique        | Record           | Adversaire                 | Date             | Record   | Adversaire                 | Date          |
| -------------------------- | ---------------- | -------------------------- | ---------------- | -------- | -------------------------- | ------------- |
| Points                     | 33               | Nets de Brooklyn           | 22 mars 2019     | 21       | @ Lakers de Los Angeles    | 8 mai 2012    |
| Paniers marqués            | 15               | Nets de Brooklyn           | 22 mars 2019     | 9        | @ Lakers de Los Angeles    | 8 mai 2012    |
| Paniers tentés             | 20               | Nets de Brooklyn           | 22 mars 2019     | 12       | 2 fois                     | 2 fois        |
| Paniers à 3 points réussis | 1                | 12 fois                    | 12 fois          | -        | -                          | -             |
| Paniers à 3 points tentés  | 2                | 6 fois                     | 6 fois           | 1        | 6 fois                     | 6 fois        |
| Lancers francs réussis     | 10               | @ Warriors de Golden State | 27 mars 2011     | 5        | Spurs de San Antonio       | 14 avril 2018 |
| Lancers francs tentés      | 16               | Raptors de Toronto         | 3 décembre 2012  | 6        | 5 fois                     | 5 fois        |
| Rebonds offensifs          | 12               | Nets de Brooklyn           | 22 mars 2019     | 7        | @ Warriors de Golden State | 2 mai 2013    |
| Rebonds défensifs          | 14               | Bucks de Milwaukee         | 9 février 2011   | 9        | 2 fois                     | 2 fois        |
| Rebonds totaux             | 20               | Nets de Brooklyn           | 22 mars 2019     | 15       | Lakers de Los Angeles      | 4 mai 2012    |
| Passes décisives           | 4                | 3 fois                     | 3 fois           | 3        | Trail Blazers de Portland  | 20 août 2020  |
| Interceptions              | 3                | 9 fois                     | 9 fois           | 2        | 4 fois                     | 4 fois        |
| Contres                    | 12               | @ Bulls de Chicago         | 15 mars 2011     | 6        | @ Lakers de Los Angeles    | 1er mai 2012  |
| Balles perdues             | 6                | 2 fois                     | 2 fois           | 4        | Warriors de Golden State   | 30 avril 2013 |
| Minutes jouées             | 51               | @ Clippers de Los Angeles  | 23 mars 2011     | 33       | @ Lakers de Los Angeles    | 8 mai 2012    |

- Double-double : 78 (dont 2 en playoffs)
- Triple-double : 1

Dernière mise à jour : 26 juillet 2022

## Pour approfondir
- Liste des joueurs de NBA avec 10 contres et plus sur un match.